# Iwaniwka (hromada Petrowe)
Iwaniwka (ukr. Іванівка) – wieś na Ukrainie, w obwodzie kirowohradzkim, w rejonie aleksandryjskim, w hromadzie Petrowe. W 2001 liczyła 291 mieszkańców.